# Team48
48（フォーエイト）是日本的8人團體YouTuber・TikToker。

## 概述
隨著隊長「Kotatsu(こたつ)」的TikTok關注人數突破100萬人，便從6月23日開始於YouTube上傳影片。是日本國内第7位突破100萬人關注的TikTok用戶。
雖然第一支在YouTube上傳的影片中只有「Kotatsu(こたつ)」出演，但之後發表將與隸屬於管理工作室「48STUDIO（ヨンパチスタジオ）」的8名成員一起組成9人團體YouTuber。因為有1人退出，所以目前是8人團體。
從2021年4月9日開始，舉行為期30天的龐大計劃「48合作」，與共30組的YouTuber連續合作拍攝影片。雖然當時公開發表的有30組，但由於正和另外1組合作中，所以實際上進行了31天，在5月9日結束此計劃。
直到 2021 年，仍持續上傳影片中。通常會在19點上傳影片。
過去是在48的日子(4日、8日、14日、18日、24日、28日)的20點上傳，在合作結束後恢復成每天19點上傳影片的方針。
有關頻道訂閱數突破100萬人，請參照簡歷。

## 簡歷
- 2019年
  - 6月23日 - 開始於YouTube上傳影片[2]。
  - 8月21日 - 成員之一的「Tomachin(とまちん 本名：谷川斗真)」在影片中發表，為了去東京之後專心從事藝能活動(演員)，將退出團體[3]。
  - 8月24日 - 48成員之一的enn將擔任店長，在大阪的美國村開一家珍珠奶茶店，名叫「寶貝珍奶(ベビタピ)」[4]。
  - 11月30日 - 株式会社AMF發表「寶貝珍奶(ベビタッピ)」榮獲「JC・JK流行語大賞2019」的「流行語部門」第2名[5]。
  - 12月25日 - 發表開設副頻道[6]。
- 2020年
  - 1月1日 - 開始於副頻道「48 House(フォーエイトハウス)」上傳影片[7]。
  - 2月6日 - 網路公開「Kotatsu的生日歌(こたつバースデーソング)[8]。
  - 5月14日 - 網路公開「笑容的芽苗(えがおの芽)」[9]。
  - 6月13日 - 在YouTube公開48的第一部微電影「你，我。(あなた、私。)」[10]。
  - 6月23日 - 網路公開「Together～前往那道光～(Together～あのヒカリの先へ～)」。
  - 10月25日 - 網路公開「HAPPY SCARY HALLOWEEN」。
  - 11月21日 - ｢寶貝珍奶(ベビタピ)」梅田茶屋町店由杏美花(あみか)期間限定開幕。
  - 12月12日 - 網路公開「聖誕節大作戰(クリスマス大作戦)」。
- 2021年
  - 3月28日 -「寶貝珍奶(ベビタピ)」梅田茶屋町店關店。
  - 4月2日 - 於YouTube直播中達成頻道訂閱100萬人。
  - 4月8日 - 48合作(フォーエイトコラボマンス)開始。
  - 5月9日 - 與30+1組合作的48合作結束。翌日開始恢復到平常每日上傳的方針。
  - 6月23日-6月25日 為紀念2周年舉辦｢48挑戰48小時單車行｣，從大阪騎自行車到福岡。

## 成員

### 現任成員
| 名字                         | 生日           | 代表色 | 備註                          |
| ---------------------------- | -------------- | ------ | ----------------------------- |
| Kotatsu (こたつ)             | 1996年12月30日 | 紅     | 隊長・48的爸爸                |
| 太郎社長 (タロー社長)        | 1998年4月29日  | 黑     | 副隊長・負責有趣內容          |
| 杏美花 (あみか)              | 2005年4月29日  | 粉     | 最年少・高中生                |
| 永遠的愛麗絲 (永ennのアリス) | 1995年4月19日  | 紫     | 最年長・48的媽媽              |
| Emu氏 (ゑむ氏。)             | 1996年6月7日   | 橙     | 負責時尚內容 寶貝珍奶的設計師 |
| 音羽                         | 1998年1月8日   | 深藍   | 負責音樂                      |
| Wakava (わかゔぁ)            | 2001年3月8日   | 藍     | 負責搞笑 Amariza的搭擋        |
| Amariza (アマリザ)           | 2000年12月5日  | 綠     | 負責搞笑 Wakava的搭擋         |

## 音樂作品

### 網路公開曲
|     | 發售日期       | 標題                                                | 發售形式     |
| --- | -------------- | --------------------------------------------------- | ------------ |
| 1st | 2020年2月6日   | Kotatsu的生日歌 こたつバースデーソング              | 數位音樂下載 |
| 2nd | 2020年5月14日  | 笑容的芽苗 えがおの芽                               | 數位音樂下載 |
| 3rd | 2020年6月23日  | Together～前往那道光～ Together～あのヒカリの先へ～ | 數位音樂下載 |
| 4th | 2020年10月25日 | HAPPYSCARYHELLOWEEN                                 | 數位音樂下載 |
| 5th | 2020年12月12日 | 聖誕節大作戰 クリスマス大作戦                       | 數位音樂下載 |

## 寶貝珍奶
2019年8月24日，由成員之一的enn擔任店長所開設的珍珠奶茶店，於大阪的美國村開幕。
2020年11月21日，梅田茶屋町店由成員之一的杏美花(あみか)期間限定開幕，直到2021年3月28日為止（現已關店）。

## 外部連結
- YouTube
  - YouTube上的48-フォーエイト頻道
  - YouTube上的フォーエイトハウス頻道
- 官方网站 - 48STUDIOによる公式サイト
- Twitter
  - 48 (フォーエイト)的X（前Twitter）
  - こたつ@フォーエイト的X（前Twitter）
  - わかゔぁあぁ@フォーエイト的X（前Twitter）
  - アマリザ@フォーエイト的X（前Twitter）
  - 永ennのアリス@フォーエイト的X（前Twitter）
  - タロー社長🎬@フォーエイト的X（前Twitter）
  - ☞ゑむ氏。@フォーエイト的X（前Twitter）
  - あみか@フォーエイト的X（前Twitter）
  - 音羽-otoha-@フォーエイト的X（前Twitter）
- Instagram
  - 48 (フォーエイト)（weareteam48）
  - こたつ （页面存档备份，存于）（kotachumu）
  - わかゔぁ（wakavaaa3150）
  - アマリザ（amariza4）
  - 永ennのアリス（ennnnn_em）
  - タロー社長 （页面存档备份，存于）（taroshechang）
  - ゑむ氏。（mk0607mg）
  - あみか （页面存档备份，存于）（amika_tanaka0429）
  - 音羽（_.otoha._）
- TikTok
  - 48(フォーエイト)[] （weareteam48）
  - こたつ[]（kotachumu）
  - わかゔぁ[]（vaaalv.max）
  - アマリザ[]（amarizalv.max）
  - 永ennのアリス[]（enn_alice0419）
  - タロー社長[]（taro0429）
  - ゑむ氏。[]（mari0607_mg）
  - あみか[]（amika0429.14）
  - 音羽[]（otoha_danso）